# Gran mercado de Niamey
El Gran mercado de Niamey (en francés: Grand marché de Niamey) es el mercado y complejo de tiendas más grande en Niamey, la capital y ciudad más grande del estado de África occidental de Níger. El gran espacio de mercado se encuentra en el centro de la ciudad, en un barrio llamado "Gran Marché" llamado así por el mercado, al este y al sur del centro comercial y del gobierno de estilo europeo del barrio "Plateau". Fue construido en un parque de la era colonial que divide las secciones entre los "europeos" y "africanos" de la ciudad, al sur y al oeste del moderno Estadio General Seyni Kountché (Stade Général Seyni Kountché) y la Gran Mezquita de Niamey.